# Gonomyia (Leiponeura) inermis
Gonomyia (Leiponeura) inermis is een tweevleugelige uit de familie steltmuggen (Limoniidae). De soort komt voor in het Neotropisch gebied.